# زرزور صومالي
زرزور صومالي (الاسم العلمي: Onychognathus  blythii) (بالإنجليزية: Somali  Starling) هو طائر ينتمي إلى زرزور (فصيلة: Sturnidae).